# Natação nos Jogos Olímpicos de Verão de 1936
A natação nos Jogos Olímpicos de Verão de 1936 foi realizada em Berlim, na Alemanha, com onze eventos disputados, seis para homens e cinco para mulheres.

## Eventos da natação
Masculino: 100 metros livre | 400 metros livre | 1500 metros livre | 100 metros costas | 200 metros peito | 4x200 metros livre

Feminino: 100 metros livre | 400 metros livre | 100 metros costas | 200 metros peito | 4x100 metros livre

## Masculino

### 100 metros livre masculino
| Pos. | País          | Atletas       | Tempo  |
| ---- | ------------- | ------------- | ------ |
|      | Hungria (HUN) | Ferenc Csík   | 57.6 s |
|      | Japão (JPN)   | Masanori Yusa | 57.9 s |
|      | Japão (JPN)   | Shigeo Arai   | 58.0 s |

### 400 metros livre masculino
| Pos. | País                 | Atletas      | Tempo  |
| ---- | -------------------- | ------------ | ------ |
|      | Estados Unidos (USA) | Jack Medica  | 4:44.5 |
|      | Japão (JPN)          | Shunpei Uto  | 4:45.6 |
|      | Japão (JPN)          | Shozo Makino | 4:48.1 |

### 1500 metros livre masculino
| Pos. | País                 | Atletas       | Tempo   |
| ---- | -------------------- | ------------- | ------- |
|      | Japão (JPN)          | Noboru Terada | 19:13.7 |
|      | Estados Unidos (USA) | Jack Medica   | 19:34.0 |
|      | Japão (JPN)          | Shunpei Uto   | 19:34.5 |

### 100 metros costas masculino
| Pos. | País                 | Atletas             | Tempo  |
| ---- | -------------------- | ------------------- | ------ |
|      | Estados Unidos (USA) | Adolph Kiefer       | 1:05.9 |
|      | Estados Unidos (USA) | Albert van de Weghe | 1:07.7 |
|      | Japão (JPN)          | Masaji Kiyokawa     | 1:08.4 |

### 200 metros peito masculino
| Pos. | País           | Atletas       | Tempo  |
| ---- | -------------- | ------------- | ------ |
|      | Japão (JPN)    | Tetsuo Hamuro | 2:42.5 |
|      | Alemanha (GER) | Erwin Sietas  | 2:42.9 |
|      | Japão (JPN)    | Reizo Koike   | 2:44.2 |

### 4x200 metros livre masculino
| Pos. | País                 | Atletas                                                   | Tempo  |
| ---- | -------------------- | --------------------------------------------------------- | ------ |
|      | Japão (JPN)          | Masanori Yusa Shigeo Sugiura Masaharu Taguchi Shigeo Arai | 8:51.5 |
|      | Estados Unidos (USA) | Ralph Flanagan John Macionis Paul Wolf Jack Medica        | 9:03.0 |
|      | Hungria (HUN)        | Árpad Lengyel Oszkár Abay-Nemes Ödön Gróf Ferenc Csík     | 9:12.3 |

## Feminino

### 100 metros livre feminino
| Pos. | País                | Atletas           | Tempo  |
| ---- | ------------------- | ----------------- | ------ |
|      | Países Baixos (NED) | Rie Mastenbroek   | 1:05.9 |
|      | Argentina (ARG)     | Jeanette Campbell | 1:06.4 |
|      | Alemanha (GER)      | Gisela Arendt     | 1:06.6 |

### 400 metros livre feminino
| Pos. | País                 | Atletas              | Tempo  |
| ---- | -------------------- | -------------------- | ------ |
|      | Países Baixos (NED)  | Rie Mastenbroek      | 5:26.4 |
|      | Dinamarca (DEN)      | Ragnhild Hveger      | 5:27.5 |
|      | Estados Unidos (USA) | Lenore Kight-Wingard | 5:29.0 |

### 100 metros costas feminino
| Pos. | País                 | Atletas         | Tempo  |
| ---- | -------------------- | --------------- | ------ |
|      | Países Baixos (NED)  | Nida Senff      | 1:18.9 |
|      | Países Baixos (NED)  | Rie Mastenbroek | 1:19.2 |
|      | Estados Unidos (USA) | Alica Bridges   | 1:19.4 |

### 200 metros peito feminino
| Pos. | País            | Atletas         | Tempo  |
| ---- | --------------- | --------------- | ------ |
|      | Japão (JPN)     | Hideko Maehata  | 3:03.6 |
|      | Alemanha (GER)  | Martha Genenger | 3:04.2 |
|      | Dinamarca (DEN) | Inge Sørensen   | 3:07.8 |

### 4x100 metros livre feminino
| Pos. | País                 | Atletas                                                     | Tempo  |
| ---- | -------------------- | ----------------------------------------------------------- | ------ |
|      | Países Baixos (NED)  | Johanna Selbach Tini Wagner Willy den Ouden Rie Mastenbroek | 4:36.0 |
|      | Alemanha (GER)       | Ruth Halbsguth Maria Lohmar Ingeborg Schmitz Gisela Arendt  | 4:36.8 |
|      | Estados Unidos (USA) | Katherine Rawls Bernice Lapp Mavis Freeman Mary McKean      | 4:40.2 |

## Quadro de medalhas da natação
| Ordem | País               | Medalha de ouro | Medalha de prata | Medalha de bronze | Total |
| ----- | ------------------ | --------------- | ---------------- | ----------------- | ----- |
| 1     | JPN Japão          | 4               | 2                | 5                 | 11    |
| 2     | NED Países Baixos  | 4               | 1                | 0                 | 5     |
| 3     | USA Estados Unidos | 2               | 3                | 3                 | 8     |
| 4     | HUN Hungria        | 1               | 0                | 1                 | 2     |
| 5     | GER Alemanha       | 0               | 3                | 1                 | 4     |
| 6     | DEN Dinamarca      | 0               | 1                | 1                 | 2     |
| 7     | ARG Argentina      | 0               | 1                | 0                 | 1     |